# ニュースキン
ニュースキン (Nu Skin Enterprises, Inc.) は、アメリカ合衆国ユタ州を拠点とする、化粧品・健康食品（サプリメント）の開発製造・販売を行う多国籍企業である。連鎖販売取引（マルチレベルマーケティング）を採用している。
現在、世界約50か国で事業を展開している。本項では、日本法人であるニュースキンジャパン株式会社についても記述する。

## 概要
1984年にユタ州で創業した。米国本社のニュースキン エンタープライズ (Nu Skin Enterprises Inc.) は、1996年にニューヨーク証券取引所へ上場 (NYSE:NUS) した。
「ニュースキン」はブランド名（ディビジョン名）でもあり、ニュースキン社およびブランドとしてのロゴマークは噴水をモチーフにしている。また同社製品のサプリメント「ファーマネックス」のロゴマークは乳鉢に入った葉である。
前述のとおり、連鎖販売取引（マルチレベルマーケティング）を採用している。ただし、マーケティングのみが連鎖するMLM方式（在庫を持たない第三者による販売）で、販売方法は直販（D2C）であるため、商品の流れは連鎖していない。
商品は、販売員（ディストリビューター）経由ではなく消費者に直接送付される。これによって中間コストを省き、適正価格と研究開発費と「ボーナス基金」を確保していると謳っている。
また、商品を試したり購入できる実店舗として、各地に「エクスペリエンスセンター」を設置している。
なお、中華人民共和国では、MLM方式は認められていないため、直営の専門店舗で販売を行っている。
米国本社のニュースキン エンタープライズは、2002年にユタ州で開催されたソルトレークシティオリンピックの公式ゼネラルスポンサーかつ公式サプライヤーを務めた。また、ソルトレークシティオリンピックから2000年シドニーオリンピックまで、米国オリンピック委員会 (USOC) のオリンピック公式サプライヤーであった。

### 事業部制
- ニュースキン (Nu Skin) - 化粧品[4]
- ファーマネックス (PHARMANEX) - 健康食品（サプリメント）[4]
- エイジロック (ageLOC) - エイジングケア製品[4]

## 日本法人
1993年4月23日、世界で7か国目の海外事業として、日本での事業を開始。1995年8月、日本法人へ改組し、ニュースキンジャパン株式会社となる。

### 日本における歴史
- 1993年4月23日 - 東京都港区芝にて「ニュースキン ジャパン インク 日本支社」として、日本国内での事業を開始。
- 1995年
  - 3月 - 新宿副都心の新宿アイランドタワーへオフィスを移転。
  - 6月 - 日本訪問販売協会に加盟。
  - 8月 - 日本法人へ改組し、ニュースキンジャパン株式会社へ改称。
  - 11月 - 大阪支店をオープン。
- 1997年12月 - 福岡支店をオープン。
- 1998年5月 - 物流センターを横浜市鶴見区大黒埠頭へ移転。
- 1999年6月 - 東京都江東区有明にコールセンターを開設。
- 2000年2月 - 事業部制を開始。
- 2005年9月 - 名古屋支店を開設。
- 2009年8月 - 福岡エクスペリエンスセンター（前：福岡支店）を開設。
- 2009年11月 - 名古屋エクスペリエンスセンター（前：名古屋支店）を開設。
- 2010年
  - 5月 - 配送センター（前：物流センター）を東京都大田区へ移転。
  - 6月 - 東京エクスペリエンスセンター（東京本社内）を開設。
  - 11月 - 大阪エクスペリエンスセンター（前：大阪支店）を開設。